# Slezský Kočov
Slezský Kočov (1869–1880 Slezský Kocov, německy Schlesisch Kotzendorf, polsky Śląski Koczów) je malá vesnice, severní část a katastrální území obce Moravskoslezský Kočov v okrese Bruntál. K.ú. Slezský Kočov má rozlohu 0,84 km2, rozkládá se na slezské straně zemské hranice Moravy a Slezska.

## Historický přehled
Slezský Kočov byl založen roku 1544 na pozemcích, jež byly součástí Bruntálského panství. Dříve náležel Slezský Kočov ke katastrálnímu území Bruntál-město. Původně však ke Slezskému Kočovu náleželo i několik nejsevernějších domů dnešního Moravského Kočova, a to čísla popisná 108, 157, 197, 205, 204, 164, 105, 153, 147, 146 a 189.

## Vývoj počtu obyvatel
Počet obyvatel Slezského Kočova podle sčítání nebo jiných úředních záznamů:
| Rok            | 1869 | 1880 | 1890 | 1900 | 1910 | 1921 | 1930 | 1950 | 1961 | 1970 | 1980 | 1991 | 2001 |
| -------------- | ---- | ---- | ---- | ---- | ---- | ---- | ---- | ---- | ---- | ---- | ---- | ---- | ---- |
| Počet obyvatel | 197  | 202  | 198  | 177  | 142  | 133  | 129  | 57   | 55   | 70   | 96   | 138  | 76   |

1. ↑  z toho: 0 Čechoslováků, 127 Němců; 127 řím. kat., 2 evang.

Ve Slezském Kočově je evidováno 55 adres, vesměs čísla popisná (trvalé objekty). Při sčítání lidu roku 2001 zde bylo napočteno 29 domů, z toho 24 trvale obydlených.